# Ämten (Bjurtjärns socken, Värmland)
Ämten är en sjö i Kristinehamns kommun och Storfors kommun i Värmland och ingår i Göta älvs huvudavrinningsområde. Sjön är 4 meter djup, har en yta på 0,682 kvadratkilometer och befinner sig 128,1 meter över havet. Sjön avvattnas av vattendraget Hyttälven.

## Delavrinningsområde
Ämten ingår i det delavrinningsområde (658394-141272) som SMHI kallar för Mynnar i Ullvettern. Medelhöjden är 146 meter över havet och ytan är 26,77 kvadratkilometer. Det finns inga avrinningsområden uppströms utan avrinningsområdet är högsta punkten. Hyttälven som avvattnar avrinningsområdet har biflödesordning 4, vilket innebär att vattnet flödar genom totalt 4 vattendrag innan det når havet efter 314 kilometer. Avrinningsområdet består mestadels av skog (77 procent). Avrinningsområdet har 0,81 kvadratkilometer vattenytor vilket ger det en sjöprocent på 3 procent.